# Antonio Barroso y Sánchez Guerra
Antonio Barroso y Sánchez Guerra (Marín, Pontevedra, 31 de juliol de 1893 – Madrid, 12 d'agost de 1982) fou un militar espanyol que va ocupar importants càrrecs en el règim del general Franco.

## Inicis
Va ingressar en 1908 en l'Acadèmia d'Infanteria, de la qual va sortir en 1913 amb el grau de tinent, sent promogut a capità en 1918.
Va intervenir al comandament d'una secció de metralladores en la Guerra del Marroc, rebent ascensos i recompenses per mèrits de guerra. Seria en aquesta contesa on va conèixer a nombrosos militars africanistes. Va cursar estudis a l'Escola Superior de Guerra de París. Anys més tard, en 1934, va ser designat agregat militar de l'Ambaixada espanyola a França.

## Guerra Civil
Una vegada iniciada la Guerra Civil, va abandonar aquest lloc per incorporar-se al Bàndol revoltat contra la República Espanyola. Abans d'abandonar la agregaduría a París, i comptant amb la col·laboració de l'ambaixador Juan Cárdenas, va bloquejar els esforços inicials del govern republicà per adquirir armes a França. Durant la contesa va ocupar el lloc de cap del Caserna General de Franco, ascendint al grau de Coronel en 1937 per mèrits de guerra.

## Dictadura franquista
En 1943 va aconseguir el generalat, i és promogut en 1947 a general de divisió i en 1955 a tinent general. Va ocupar la segona prefectura de l'Estat Major Central, va ser governador militar de Sevilla i, més tard, del Campo de Gibraltar. Va ser Capità General de la IX Regió Militar (seu Granada) i director de l'Escola Superior de l'Exèrcit. També va ser cap de la Casa Militar del general Francisco Franco. Entre el 25 de febrer de 1957 i el 10 de juliol de 1962 va ser Ministre de l'Exèrcit del Govern franquista.
Durant el franquisme seria en diverses ocasions Procurador en les Corts franquistes. Després de la mort de Franco, va ser un dels 59 procuradors que el 18 de novembre de 1976 van votar en les Corts en contra de la Llei per a la Reforma Política que derogava els principis fonamentals del Movimiento.